# Macanan (Kebakkramat)
Macanan is een bestuurslaag in het regentschap Karanganyar van de provincie Midden-Java, Indonesië. Macanan telt 5238 inwoners (volkstelling 2010).